# 飛行時間型質量分析計
飛行時間型質量分析計（ひこうじかんがたしつりょうぶんせきけい、英: Time-of-Flight Mass Spectrometer、略称：TOFまたはTOF-MS、TOFMAS） は、粒子の質量分析計の一種で、加速させた荷電粒子（イオンまたは電子）の飛行時間を計測することにより対象の質量を測定する分析計。
荷電粒子は、既知の電界強度の電場によって加速されることで、電荷に比例した運動エネルギーを得る。加速された荷電粒子が一定距離を飛行する時間を測定することで、質量電荷比を測定することができる。

## 飛行時間二次イオン質量分析計
飛行時間二次イオン質量分析計（ひこうじかんにじイオンしつりょうぶんせきけい、英: Time-of-flight Secondary Ion Mass Spectrometer、略称：TOF-SIMS）とは、固体試料上の原子、分子の化学情報を一分子層以下の感度で測定でき、また特定の分子や原子の分布を100nm以下の空間分解能で観察できる質量分析計である。
TOF-SIMS は一次イオンビームを固体試料に照射し、その際に試料の最表面から放出されるイオン（二次イオン）を検出する二次イオン質量分析法 (SIMS) の一つで、質量分析計に飛行時間質量分析計 (TOF-MS) を用いるため、TOF-SIMS と呼ばれる。SIMS は基本的には破壊的な超高感度表面分析法であるため有機・バイオ材料などのソフトマテリアルへの応用は難しいと考えられた時代もあったが、TOF-SIMS では、イオンビームをパルス的に試料に照射することにより、実質的に非破壊的な試料測定を可能とし、有機・高分子材料へ応用されるようになった。特に2000年以降は、バイオ材料の測定も多く行われるようになり、生体試料中の特定物質の分布イメージングや、材料上の DNA やタンパク質などの評価なども行われている。